# Educación en Corea del Sur
La educación en Corea del Sur es impartida tanto por institutos públicos como colegios privados. Ambos tipos de institutos reciben fondos del gobierno, aunque el monto del subsidio que reciben los colegios privados es menor del que reciben las escuelas públicas.
La educación superior es notablemente valorada en Corea del Sur. En el 2010, el país gastó un 7,6% de su producto bruto interno en todos los niveles de la educación —una cifra considerablemente mayor al promedio de 6,3% de la Organización para la Cooperación y el Desarrollo Económicos (OCDE) y como resultado fomentó un sistema educativo que ayudó a transformar el país e hizo crecer rápidamente su economía en los últimos 60 años.
El entusiasmo surcoreano por la educación y el deseo de las personas de ingresar a una universidad de prestigio está entre los más altos del mundo, en donde la entrada a una institución educativa de alto nivel lleva a un trabajo de prestigio, estable y bien remunerado en el gobierno, en bancos, o en uno de los conjuntos económicos empresariales más grandes de Corea del Sur, como Samsung o LG Electronics.
Con una enorme presión sobre los estudiantes de secundaria para asegurar lugares en las mejores universidades del país, su reputación institucional y su redes de exalumnos son fuertes predictores de futuras perspectivas de empleos y su carrera. Las tres mejores universidades en Corea del Sur —a menudo referidas en conjunto como «SKY»—, son la Universidad Nacional de Seúl, la Universidad de Corea y la Universidad Yonsei.